# During Cherry Time
During Cherry Time è un cortometraggio muto del 1911 diretto da Harry Solter.

## Trama
Un'attrice istruisce e consiglia una semplice ragazza di campagna su come farsi corteggiare e conquistare il cuore del ragazzo che ama.

## Produzione
Il film fu prodotto da Siegmund Lubin per la Lubin Manufacturing Company.

## Distribuzione
Distribuito dalla General Film Company, il film - un cortometraggio di una bobina - uscì nelle sale cinematografiche statunitensi il 27 luglio 1911.